# Индивидуалистический феминизм
Индивидуалистический феминизм (англ. individualist feminism), либертарианский феминизм, ифеминизм — термин для феминистских идей, которые ратуют за уважительное отношение к женщинам и стремятся защищать индивидуальность каждой женщины.

## История
Ассоциация либертарианских феминисток (ALF), основанная в 1973 году Тони Натан, бывшим вице-кандидатом в президенты от Либертарианской Партии США, является одной из множества различных индивидуалистических феминистских организаций.
Она занимает строгие позиции против государственного вмешательства и в защиту выбора. Другие либертарианские феминистские организации включают Матерей за свободу, Институт матерей, и Женщин либертарианского альянса.

## Основные идеи
Приверженцы индивидуалистического феминизма пытаются изменить правовые системы с целью ликвидации классовых и гендерных привилегий для того, чтобы люди имели равные права, в том числе равные права по закону на свою личность и собственность. Индивидуалистический феминизм призывает женщин взять полную ответственность за свою собственную жизнь. Он также выступает против любого вмешательства государства в выбор взрослых людей относительно того, что они делают со своими собственными телами, потому что, как он утверждает, такое вмешательство создает принудительные иерархии (в частности, патриархат).

## Представители
Венди Макэлрой и Кристина Хофф Соммерс определяют индивидуалистический феминизм как оппозицию тому, что они называют политическим или гендерным феминизмом. Некоторые исследователи и критики отмечают, что определение «феминистский» часто цинично используется как способ представлять феминизм как таковой, а не реально быть частью феминизма. Другие исследователи замечают, что индивидуалистический феминизм имеет давнюю историю, которая несколько отличается от тона, в котором в настоящее время выступают Макэлрой и Соммерс.
- Вольтарина де Клер
- Эзра Хейвуд
- Дора Марсден
- Венди Макэлрой
- Тиффани Миллион
- Тони Натан
- Шэрон Пресли
- Джоан Кеннеди Тейлор
- Кэти Юнг